# Lubomirscy herbu Drużyna

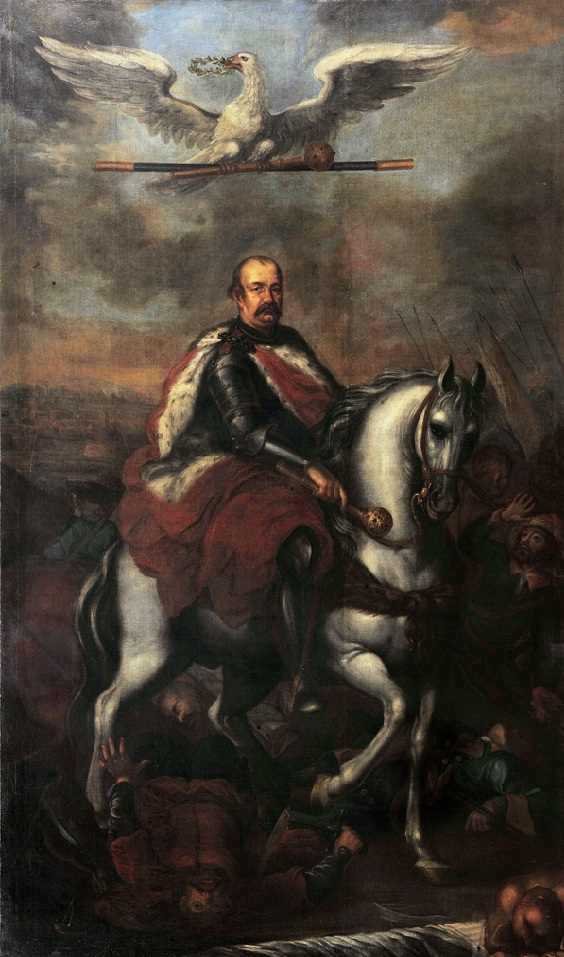
Portret księcia Jerzego Sebastiana Lubomirskiego

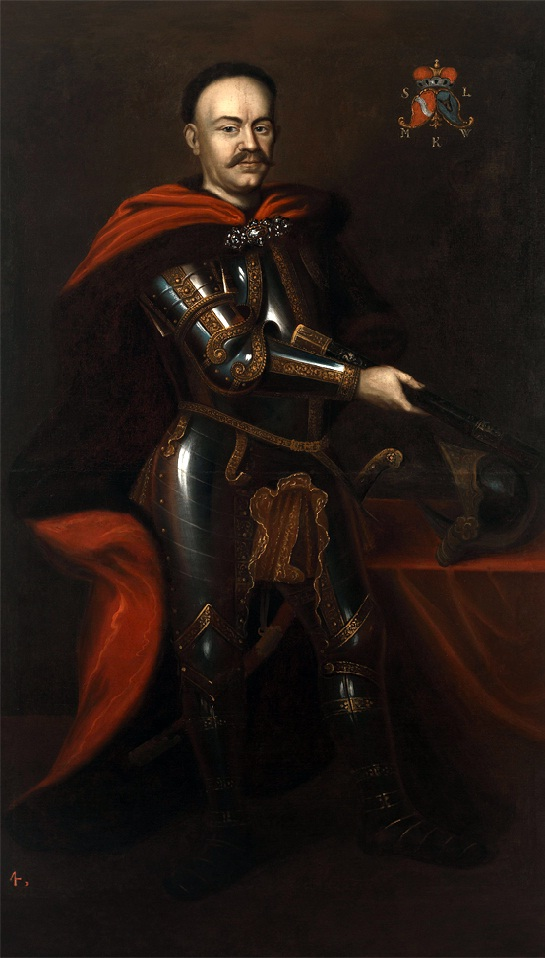
Portret księcia Stanisława Herakliusza Lubomirskiego

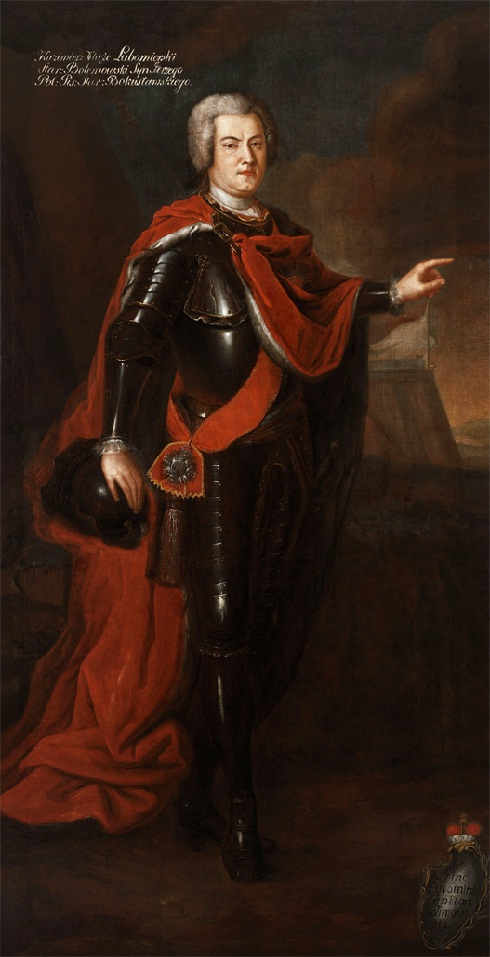
Portret księcia Jana Kazimierza Lubomirskiego

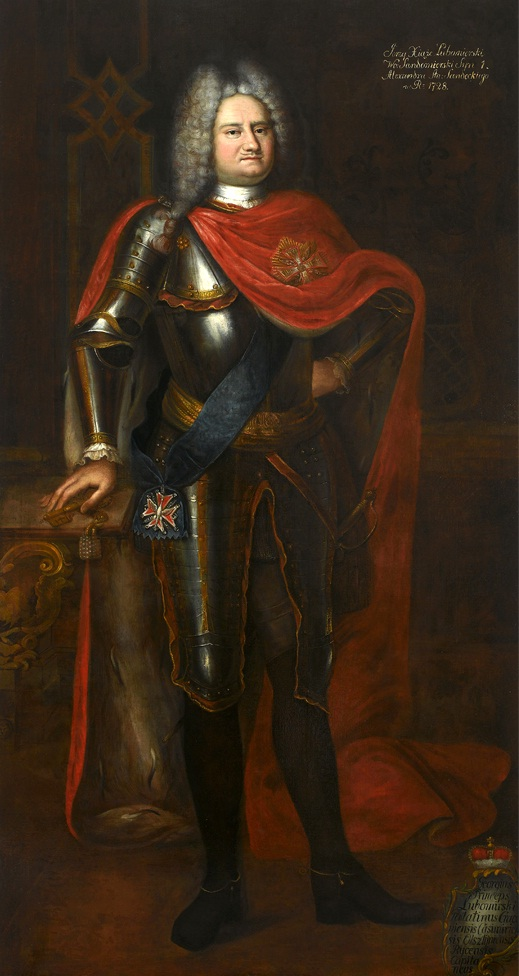
Portret księcia Jerzego Aleksandra Lubomirskiego

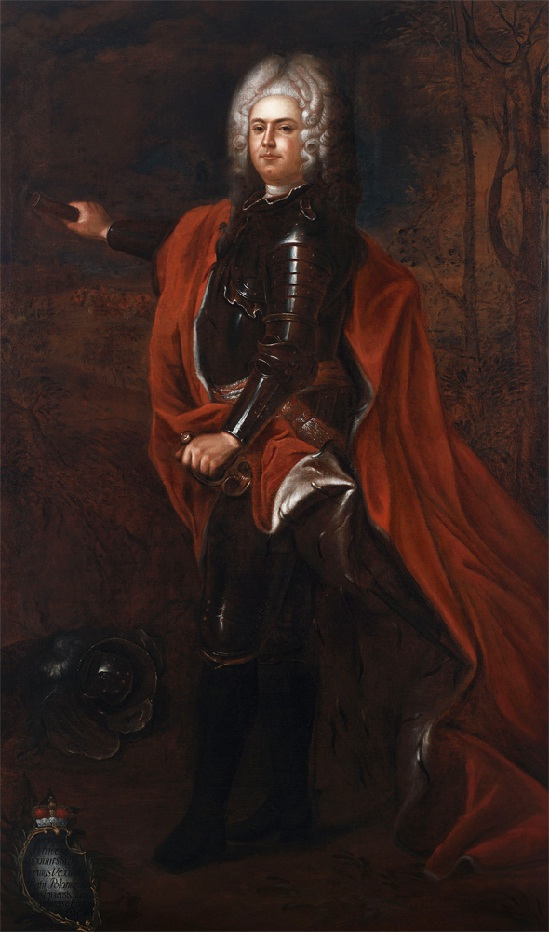
Portret księcia Jerzego Ignacego Lubomirskiego

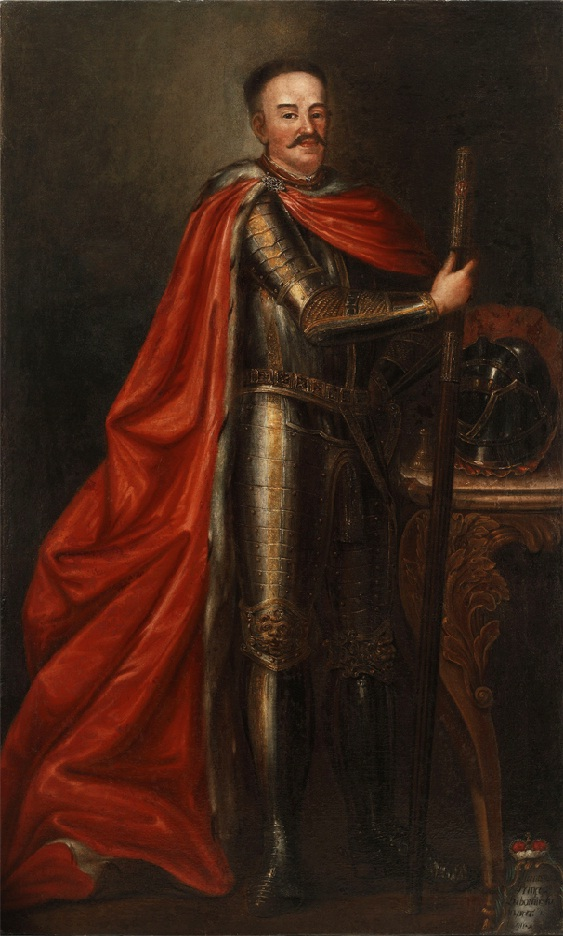
Portret księcia Stanisława Herakliusza Lubomirskiego

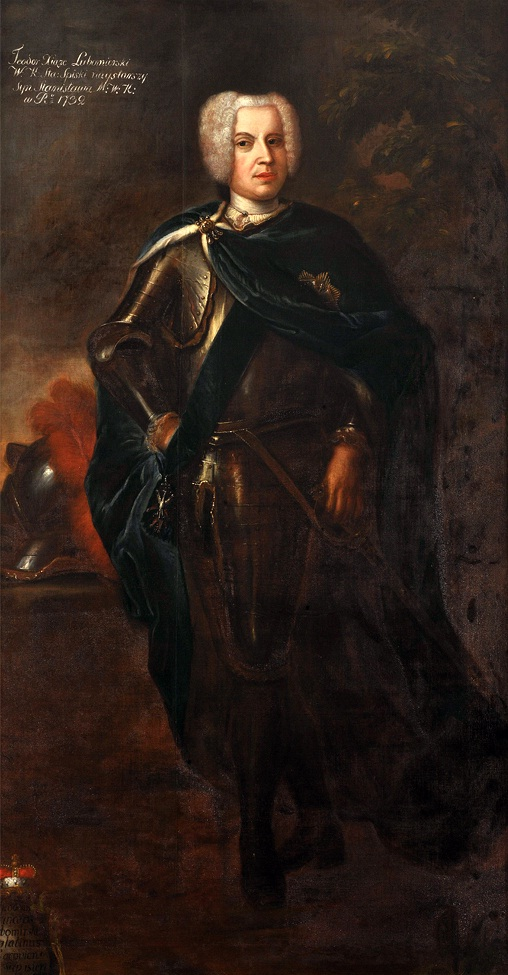
Portret księcia Teodora Lubomirskiego

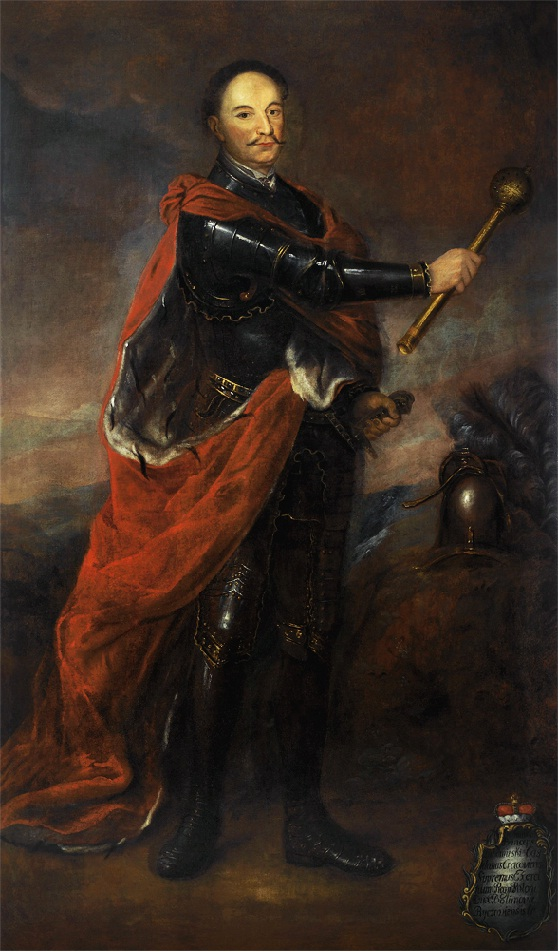
Portret księcia Hieronima Augustyna Lubomirskiego

Lubomirscy herbu Drużyna – polski ród książęcy wywodzący się jakoby, wedle legend rodowych, ze Szreniawitów lub Drużynnitów, żyjących w zakolach rzeki Szreniawy koło Proszowic w czasach Mieszka I. Twórcą potęgi rodu trwającej od lat 80. XVI wieku był żupnik krakowski i senator Sebastian Lubomirski.

## Pochodzenie rodziny i herb
Istnieją dwie niepotwierdzone teorie dotyczące pochodzenia rodziny. Pierwsza z nich, autorstwa Adama Bonieckiego, polskiego heraldyka, zakłada, że funkcjonowały dwie gałęzie rodu. Jedna osiedlała się nad rzeką Szreniawą w powiecie proszowickim, druga – w szczyrzyckim. Data podziału rodziny nie jest znana, ale rzekomo miało to nastąpić przed przyjęciem chrześcijaństwa przez Polskę. Szreniawitów łączył wspólny herb, co miało oznaczać, że mieli również tych samych przodków. Drużyna (Szreniawa bez Krzyża), przedstawia zakola rzeki Szreniawy w formie litery S białej barwy na czerwonym polu. Z dewizą Patriam Versus (Zwróceni ku Ojczyźnie) jest używana przez przedstawicieli rodu.
Autorem drugiej teorii pochodzenia rodziny jest mediewista Władysław Semkowicz. W artykule „Drużyna i Śreniawa. Studyum heraldyczne” (wyd. 1900) pisał, że rodzina zamieszkiwała nad brzegami rzeki Szreniawy w powiecie szczyrzyckim, czyli na terenie ograniczonym strumieniami: Rabą, Stradomką z Trzciańskim Potokiem, Łososiną i Krzyworzeką. Semkowicz opisuje, że tam znajdowało się pierwotne terytorium rodowe Drużynnitów (przodków Lubomirskich, Wieruskich, Rupniewskich i Lasockich). Zaś herb przedstawia nie zakola rzeki, ale „krzywaśń”, czyli zakrzywioną laskę – oznakę władzy świeckiej lub biskupiej (pastorał). Oznaczałoby to, że rodzina wiele wieków przed przyjęciem swojego nazwiska pełniła znaczące funkcje związane z władzą.
Dalsze dzieje rodu Szreniawitów lub Drużynnitów miałyby być związane ściśle z dworem władców piastowskich. Jeden z był ponoć kanonikiem na dworze wawelskim. Osoby posługujące się tym herbem należały jakoby do bliskiego otoczenia Bolesława Śmiałego – jego przybocznej drużyny, o czym wspomina kronikarz Jan Długosz w „Rocznikach, czyli Kronikach sławnego Królestwa Polskiego”. Najstarszy dokument dotyczący rzekomo Lubomirskich ma pochodzić z XI wieku. Jest to dział majątkowy oblatowany (wpisany do ksiąg) w 1682 roku w Krakowie. Oryginał nie dochował się do naszych czasów. Istnieje tylko wzmianka w Metryce Koronnej pod wskazanym rokiem. Kolejni członkowie rodu obejmowali stanowiska biskupów, funkcje centralne na dworze władców piastowskich, rozbudowywali swoje posiadłości, inwestując w dobra ziemskie, głównie na terenie Małopolski. Jakub Lubomirski w XIV wieku pełnił urząd pisarza grodzkiego.

## Podstawy potęgi ekonomicznej
Za protoplastę rodziny Lubomirskich, która wyodrębniła się z rodziny Szreniawitów uważany jest Piotr (zm. 1480), dziedzic Lubomierza, miejscowości, od której przyjął nazwisko. Podstawy ekonomiczne rodziny były budowane na eksploatacji żup solnych w województwie krakowskim. Szyby były dzierżawione od władców Polski. Lubomirscy zakładali też prywatne kopalnie w województwie małopolskim. Twórcą potęgi ekonomicznej był Sebastian (ok. 1546-1613), który w 1581 roku został żupnikiem krakowskim. Było to pierwsze stołeczne stanowisko pełnione przez przedstawiciela rodu. Sebastian przy jego objęciu korzystał z poparcia króla Stefana Batorego. Sebastian otrzymał od cesarza Rudolfa II tytuł hrabiego na Wiśniczu w 1595 roku, w 1591 wszedł do senatu jako kasztelan małogoski. Otworzył prywatny szyb solny „Kunegunda” w Sierczy, który był eksploatowany przez około 100 lat. Znaczenie ekonomiczne rodu podniosło także w 1613 roku wniesienie w posagu przez Zofię Ostrogską 18 miast, 313 wsi i 163 folwarki do majątku Stanisława Lubomirskiego (syna Sebastiana).
Pieniądze zdobyte na handlu solą umożliwiły Lubomirskim udzielanie pożyczek nawet najbogatszym osobom w państwie. To z kolei umożliwiło zakup nieruchomości lub ich przejmowanie od niewypłacalnych dłużników. Rodzina przez wiele pokoleń budowała swoją pozycję ekonomiczną, pomnażając posiadany przez wieki majątek.

## Rezydencje
Najdawniejsze wzmianki dotyczące Lubomierza – rodzinnej miejscowości – zostały utrwalone w 1398 roku. Rodzinne włości, poczynając od Gdowa i Szczyrzyca, które były w posiadaniu rodu już w XIII wieku, znacznie się rozrosły. W XVII i XVIII wieku obejmowały między innymi Lubomierz, Nowy Wiśnicz, Bochnię, Wieliczkę, Łańcut, Baranów Sandomierski, Puławy, Rzeszów, Równe, Tarnów, Jarosław, Przeworsk, Janowiec nad Wisłą. Wiele posiadłości znajdowało się na terenie największych polskich miast: Warszawy (np. Mokotów, Ujazdów (Warszawa), Czerniaków), Krakowa (Wola Justowska, pałac "Pod Baranami"), Rzeszowa (zamek) Sandomierza, Lwowa. Prestiż podkreślało utrzymywanie rezydencji w Dreźnie, Wiedniu, Paryżu. Członkowie rodziny byli określani mianem „właścicieli brzegu Dniepru”, ponieważ wiele ich posiadłości było skupionych na terenie dzisiejszej Ukrainy i Słowacji. Lubomirscy mieli wpływy polityczne, wojskowe i ekonomiczne, które koncentrowały się w głównej mierze w województwie krakowskim, sandomierskim, stanisławowskim i ruskim, aby w późniejszym czasie objąć cały teren Rzeczypospolitej Obojga Narodów. Taki stan posiadania utrzymali do upadku państwa polskiego, kiedy została pozbawiona wielu włości na skutek kar za działalność niepodległościową.
Lubomirscy inwestowali w nieruchomości, kupując duże kompleksy dóbr. Świadomie dążono do ich skupiania w jedną, obszerną całość. Ekspansja terytorialna rozpoczęła się na terytorium rodowym położonym na południe od Krakowa i kierowana była w kierunku wschodnim. Wspólne dobra osiągnęły największy rozmiar za czasów Stanisława (zm. 1649). Była to trzecia co do wielkości fortuna w Rzeczypospolitej, mniejsza jedynie od ordynacji ostrogskiej i dóbr Radziwiłłów. Kupowano nieruchomości na własność oraz dzierżawiono bogate królewszczyzny, takie jak starostwo spiskie, sandomierskie czy sądeckie. Dochody z ziem dzierżawionych od króla były porównywalne z tymi z prywatnych włości.
W swoich dobrach wprowadzali wiele udogodnień i nowych rozwiązań. Swoje gospodarstwa rolne przestawiali na produkcję przemysłową, budując cukrownie, gorzelnie, fabryki. Wprowadzali równouprawnienie poddanych, zezwalając Żydom na kupowanie nieruchomości w miastach prywatnych, budowę domów, nadawali im uprawnienia sądownicze. Zakładali szkoły i szpitale dla ludności chłopskiej, które utrzymywali z prywatnych dochodów. W swoich posiadłościach często zatrudniali osoby z najniższego stanu, dbając o ich wykształcenie, oferując miejsce zamieszkania, ubiór oraz oczywiście pensję wypłacaną wówczas zwyczajowo dwa razy do roku. Za wierną służbę nadawali im znaczne dobra w dożywotnie lub dziedziczne posiadanie.

## Podział rodu
Ród, początkowo mało liczny, uległ znacznemu rozrodzeniu, co powodowało podziały posiadanej fortuny, ale umożliwiało łatwiejszy start polityczny, dzięki poparciu licznych osób na sejmach, w senacie czy na królewskim dworze. Kolejni przedstawiciele rodziny mogli także liczyć na wsparcie swoich krewnych w działaniach politycznych czy sądowych.
Rodzina podzieliła się na pięć głównych linii rodowych – wiśnicką (od Aleksandra Michała (1614-1677), łańcucką (od Stanisława Herakliusza (1642-1702), przeworską (od Aleksandra Michała, zm. 1675), rzeszowską (od Hieronima Augustyna (ok. 1647-1706) i janowiecką (od Jerzego Dominika (1665-1727). Najbardziej rozrodzona była linia przeworska, która dzieliła się na trzy gałęzie – dubrowieńsko-kruszyńską, równieńsko-przeworską i dubieńską. Liczni przedstawiciele tej linii żyją do dziś.

## Szczyt potęgi w okresie Rzeczypospolitej
Członkowie rodziny między innymi dzierżyli urzędy marszałków, starostów, wojewodów, hetmanów. Czterech książąt Lubomirskich piastowało godność marszałka wielkiego koronnego: Jerzy Sebastian, Józef Karol, Stanisław Herakliusz i Stanisław. Działali w polityce: przewodniczyli sejmom, tworzyli prywatne wojsko, pełnili funkcje królewskich posłów na dworach Europy. Mieli decydujący wpływ na wybór monarchów. Byli również obrońcami szlachty, która często powierzała im swój głos na sejmach i podczas wyborów królów. Jerzy Sebastian był marszałkiem wielkim i hetmanem polnym koronnym, a mimo to zdecydował się na poparcie postulatów szlachty skupionej w rokoszu.
Ważne były również zawierane małżeństwa. Przedstawiciele Lubomirskich dbali o to, żeby wiązać się z równie możnymi i bogatymi rodzinami. Umożliwiło im to rozszerzenie dóbr prywatnych, a nawet przejęcie części dóbr ostrogskich na mocy transakcji kolbuszowskiej z 1753 roku. Stanisław Lubomirski (1583-1649) ożenił się z Zofią Ostrogską, Aleksander Michał Lubomirski ożenił się Heleną Teklą Ossolińską, Krystyna Lubomirska wyszła za Albrychta Stanisława Radziwiłła, Józef Karol (1638-1702) był mężem Teofilii Ludwiki Zasławskiej, Teresa Lubomirska (zm. 1712) była żoną Karola Filipa, księcia neuburskiego, a Marianna (1693-1729) – Pawła Karola Sanguszki, marszałka wielkiego litewskiego.

## Tytuł książęcy
W 1647 roku Lubomirscy w osobie Stanisława uzyskali od cesarza Ferdynanda III dziedziczny tytuł księcia Świętego Cesarstwa Rzymskiego. Sami kandydowali do korony. Hetman wielki koronny Hieronim Augustyn był jednym z kandydatów do tronu polskiego po śmierci Jana III Sobieskiego. Teodor Konstanty (1683-1745), wojewoda krakowski, starał się o koronę po śmierci Augusta II Mocnego. Stanisław Lubomirski wojewoda kijowski, marszałek trybunału radomskiego, kandydował do tronu w roku 1764. Książęta Lubomirscy kandydowali również do objęcia korony czeskiej i węgierskiej. Jerzy Ignacy Lubomirski (1687-1753) ubiegał się o tron Węgier. W latach 1917–1918 książę Zdzisław Lubomirski był członkiem Rady Regencyjnej. Ród książąt Lubomirskich spokrewniony jest niemal ze wszystkimi dynastiami panującymi w Europie. Rodzina Lubomirskich jest po kądzieli spokrewniona z rodem Piastów mazowieckich. Zofia Lubomirska była prawnuczką Anny mazowieckiej, córki Konrada III Rudego, księcia mazowieckiego. Katarzyna Lubomirska (ok. 1585-1620) była żoną Konstantego Bazylego II, księcia Ostrogskiego, blisko spokrewnionego z Bolesławem IV, potomkiem Konrada Mazowieckiego.

## Działalność militarna
Stanisław Lubomirski wsławił się dowodzeniem w bitwie pod Chocimiem w 1621 roku, stoczonej z siłami turecko-tatarskimi. Stanisław brał początkowo udział w bitwie na czele prywatnego pułku, ale gdy hetman Jan Karol Chodkiewicz zmarł – objął dowodzenie. Dość szybko doprowadził do końca oblężenia. Wielodniowa bitwa pod Chocimiem zakończyła się odparciem Turków 10 października 1621 roku.
Książę Jerzy Sebastian Lubomirski (1616-1667) jako jedyny polski arystokrata podczas potopu nie złożył przysięgi Karolowi X Gustawowi. Udzielił schronienia Janowi Kazimierzowi w swej siedzibie (Starostwa Spiskiego) na zamku w Lubowli (dziś Słowacja) i rozpoczął kontrofensywę polskich wojsk. Użyczył prywatnego wojska, które walczyło pod Warką i odbijało Warszawę i Toruń, zajęte przez Szwedów. Swojego wsparcia w kampanii prowadzonej przez księcia udzielił Stefan Czarniecki. W 1660 roku książę Jerzy Sebastian Lubomirski na czele wojsk prywatnych i królewskich przeprowadził błyskawiczną kampanię zakończoną klęską sił rosyjskich pod Cudnowem i Połonką. Była to jedna z najlepiej dowodzonych kampanii militarnych w Rzeczypospolitej w XVII wieku. W roku 1661 doszło do rozluźnienia kontaktów z królem i w konsekwencji do rokoszu. Książę wycofał się na Śląsk i, zdegradowany przez sąd sejmowy, walczył o prawo do rehabilitacji. Udało się to jego synom.
Książę Hieronim Augustyn, członek zakonu joannitów, poświęcił swoje życie walce z Turkami, uznanymi wówczas za zagrożenie cywilizacyjne i kulturalne dla całej Europy. Pokonał powstanie kozackie Piotra Doroszenki. W 1670 roku walczył z Ordą Krymską pod Bracławiem i Kalnikiem. W 1683 roku podczas bitwy pod Wiedniem jego oddziały jako pierwsze dotarły do bram miasta. Hieronim Augustyn wziął mało zaszczytny udział w bitwie pod Kliszowem między Szwedami a wojskami sasko-polskimi po stronie Augusta II.
W okresie I Rzeczypospolitej ośmiu przedstawicieli rodu pełniło funkcje generałów. Dwóch z nich brało udział w wojnie z carską Rosją, od której rozpoczęła się Insurekcja Kościuszkowska.

## Lubomirscy w dziejach Warszawy
Książę Stanisław Herakliusz Lubomirski (1642-1702) do przebudowy swoich licznych rezydencji zatrudnił Tylmana z Gameren, późniejszego nadwornego architekta króla Michała Korybuta Wiśniowieckiego. Był właścicielem rezydencji w Puławach, Czerniakowie (gdzie ufundował klasztor i kościół bernardynów) i w Ujazdowie (dziś część Warszawy). W końcu XVII wieku wybudował tu Łazienkę, która stała się początkiem Pałacu na Wodzie Stanisława Augusta Poniatowskiego i Ermitaż – zaplanowany jako miejsce medytacji i relaksacji. Był przyjacielem wielu artystów i mecenasów sztuki w całej Europie, o czym świadczy zachowana korespondencja. Kontakty łączyły go z dworem francuskim, hiszpańskim czy członkami rodziny Mediccich, co ułatwiało mu prowadzenie licznych poselstw i negocjacji w imieniu polskiego króla.
Książę Stanisław Herakliusz to również utalentowany twórca, prekursor polskiego baroku w dziedzinie literatury. Posługiwał się kilkoma językami, w swoich dziełach stosował niemal wszystkie znane formy literackie, jednak najbardziej interesował się nowymi prądami płynącymi z obszarów Italii. Jego dzieło filozoficzne „Rozmowy Artaksesa i Ewandra” weszło do kanonu literatury staropolskiej i stało się nawet lekturą szkolną Przykład organizacji ścisłego centrum stolicy stanowi przebudowa pałacu Pod Blachą zlecona na początku XVIII wieku przez Jerzego Dominika Lubomirskiego. Pałac, który nabrał klasycystycznych kształtów, położony po południowej stronie Zamku Królewskiego, w 1777 r. zakupił sam król, umieszczając tam z czasem bibliotekę.
Poprzednim właścicielem tego budynku był książę Jerzy Marcin Lubomirski (1738-1811), zasłużony szczególnie dla polskiego teatru. Finansował wystawianie sztuk rodzimych oraz europejskich, organizował liczne koncerty, bale, spotkania. Urządzane przez niego uroczystości były miejscem spotkań artystów oraz arystokracji z całej Europy, a w pamięci mieszkańców stolicy zapisał się jako organizator publicznych przyjęć połączonych z pokazami fajerwerków – Fokshali.
Książę Jerzy Marcin to również awanturnik i uczestnik konfederacji barskiej. Od 1758 roku służył w wojsku pruskim, następnie rosyjskim. Przez rodzinę został odsunięty od życia politycznego w Polsce, ale zapisał się w historii jako miłośnik muzyki i teatru. W 1777 sfinansował wydanie „Świętoszka” Moliera, w 1783 wydzierżawił przywilej teatralny, a dyrektorem teatru uczynił Wojciecha Bogusławskiego. Otworzył też szkołę baletowo-aktorską dla 1000 osób.
Izabela Lubomirska (1736-1816), księżna Marszałkowa przebudowała zamek w Łańcucie, zgromadziła kolekcje sztuki i biblioteki, zawierające setki dzieł z całej Europy i świata. Była aktywna politycznie, w swojej posiadłości w Łańcucie chroniła część dworu francuskiego w okresie rewolucji. Rozbudowywała rezydencje, stosując w nich często najnowsze rozwiązania architektoniczne. Zbudowała pałac w swoich dobrach na Mokotowie. Nadała nazwę tej dzielnicy Warszawy, określając swoją posiadłość Mon Coteau (Moje Wzgórze). Była miłośniczką teatru, położyła kamień węgielny pod budowę Teatru Narodowego w Warszawie. Utrzymywała szereg prywatnych scen w swoich pałacach. Pojęcie teatru w dziejach miało o wiele szersze znaczenie niż obecnie. Obejmowało nie tylko przedstawienia teatralne, ale również operę, kabaret czy przedstawienia ekwilibrystyczne. Było medium, które silnie oddziaływało na zmysły widzów. Dla niej księżnej Izabeli Franciszek Karpiński napisał „Pieśń o Narodzeniu Pańskim”, znaną pod tytułem „Bóg się rodzi”. Na cześć jej córki Cyprian Kamil Norwid napisał panegiryk. Z rezydencji w Łańcucie wyruszył Tadeusz Kościuszko, który udał się do Krakowa i stamtąd rozpoczął powstanie w całym kraju.
Książę Stanisław Lubomirski, mąż Izabeli, przeszedł do historii jako gospodarz Warszawy. Wprowadził tu stałe oświetlenie ulic i za prywatne pieniądze utrzymywał oddział policji. Pragnął przede wszystkim zadbać o zdrowie warszawiaków, toteż zdecydował się na otoczenie miasta, po obydwu stronach Wisły wałem ziemnym, który miał początkowo chronić przed rozprzestrzeniającą się epidemią dżumy. W wale utworzono tylko trzy przejazdy, w których kontrolowano ludzi i wozy wjeżdżające do miasta. Później nasyp wzmocniony działami służył do obrony stolicy w czasie powstania kościuszkowskiego oraz listopadowego. Przez cały XIX wiek wyznaczał granice miasta. Aktem z roku 1770 wprowadził stałe nazwy ulic, co znacznie ułatwiło administrowanie miastem i jego funkcjonowanie porządkując sprawy meldunkowe czy ułatwiając dostarczanie korespondencji.

## Filantropi i mecenasi
Lubomirscy, podobnie jak inne bogate rody arystokratyczne, sprawowali mecenat artystyczny, kulturalny i naukowy. W rodzinnym zamku – Wiśniczu, który do dziś jest własnością rodu oraz w Wilanowie, Łazienkach Królewskich, Łańcucie czy Mokotowie utrzymywali prywatne grupy teatralne, finansowali artystów, fundowali obiekty sakralne i dbali o wystrój rezydencji. Przebudowa zamku w Wiśniczu była dziełem Macieja Trapoli. Kaplica zamkowa ozdobiona została stiukami Giovanniego Battisty Falconiego. Natomiast Stanisław Lubomirski (1583-1649), który finansował remont zamku, ufundował również dwadzieścia obiektów sakralnych.
Książę Marceli Lubomirski przez wiele lat wspierał twórczość Cypriana Kamila Norwida. Został uwieczniony przez poetę w lekturze „Białe kwiaty”. Książę Józef Lubomirski (1751-1817) był propagatorem uprzemysłowienia kraju i reform, zdolnym dowódcą wojskowym, kawalerem Orderów Orła Białego (najwyższego odznaczenia państwowego) i Świętego Stanisława. Popierał Konstytucję 3 Maja.
Lubomirscy na terenie swoich dóbr budowali prywatne szkoły dla podopiecznych. Często naukę oddawali w ręce profesjonalistów – zakonów pijarów czy jezuitów. Członkowie rodziny fundowali klasztory, kościoły i inne obiekty sakralne. Książę Stanisław Lubomirski ufundował klasztor karmelitów w Wiśniczu, stanowiący do dziś perłę architektury renesansowej w Polsce. Przez wiele dziesięcioleci rezydenci zamku w Wiśniczu wspomagali klasztor różnymi legatami. Jerzy Dominik Lubomirski (ok. 1665-1727) podarował klasztorowi paulinów na Jasnej Górze wiele cennych przedmiotów, w tym naczynia liturgiczne. Z jego inicjatywy powstała główna brama wiodąca do klasztoru. Nosi nazwę Bramy Lubomirskich. Jerzy Ignacy, wraz z żoną Marianną, ufundował kościół i klasztor reformatom w Rzeszowie (1722), a potem kapucynom w Rozwadowie (1753).

## Walka z zaborcami
Po 1795 roku książęta Lubomirscy angażowali się w działania konspiracyjne i powstańcze, chociaż tracili za to kolejne dobra. Książę Jerzy Roman Lubomirski (1799-1865), właściciel Rozwadowa, wspierał powstania listopadowe i styczniowe, a na terenie swoich dóbr organizował szpitale dla rannych. Po upadku pierwszego z nich jego pałac stał się miejscem tajnych spotkań polskich patriotów, wraz z bratem wspomagał bowiem działania partyzanckie bohatera „Nocy Listopadowej”, płk. Józefa Zaliwskiego, podczas jego nieudanej próby wzniecenia kolejnego powstania (1833). Wykazywał również aktywność na polu społecznym i naukowym. Utrzymywał szkołę trywialną i przytułek dla ubogich (zgodnie z zapisem jego dziada, Jerzego Ignacego, fundatora licznych tego typu przybytków w podkarpackich włościach). Utworzył też dwie fundacje naukowe. Pierwsza zajmowała się zakupem przyrządów do badań, druga – nagradzała polskich autorów wybitnych prac naukowych.
Jego brat książę Adam Hieronim Lubomirski (1811-1873) był oficerem wojsk polskich, walczył też jako ochotnik w powstaniu listopadowym. Po stłumieniu zrywu władze carskie pozbawiły rodzinę części majątku leżącej w zaborze rosyjskim. 
W roku 1809 podczas wojny polsko-austriackiej prowadząc szturm na Sandomierz ginie 17-letni książę Marceli Lubomirski. 
W 1823 roku książę Henryk Lubomirski (1777-1850) przekazał swoje bogate zbiory (obejmujące księgozbiór, archiwalia, dzieła sztuki i inne zabytki zwane „starożytnościami”) Zakładowi Narodowemu im. Ossolińskich we Lwowie, który stał się od tego czasu ważną placówką naukową i kulturalną znaną w całej Europie. Prowadzono tu badania z zakresu nauk humanistycznych. Prace wydawane przez zakład w XIX wieku nadal przedstawiają wysoką wartość poznawczą. Ossolineum wydaje również źródła do historii Polski. Bez wsparcia rzeczowego i finansowego, jakie Ossolineum otrzymało od księcia Lubomirskiego, placówka upadłaby już w początkowym stadium działalności. Henryk Lubomirski przez wiele lat pełnił funkcję kuratora placówki. Przyczynił się do powstania Muzeum Książąt Lubomirskich (1823) – pierwszego prywatnego muzeum na ziemiach polskich, ogólnie dostępnego dla zwiedzających. Książę Henryk Lubomirski w 1825 roku utworzył Ordynację Przeworską. Na skutek działalności niepodległościowej twórcy, ordynacja została zalegalizowana przez władze zaborcze dopiero po jego śmierci w 1869 r. Pierwszym uznanym ordynatem został jego syn – książę Andrzej Lubomirski.
Książę Aleksander Lubomirski (1802-1893) ufundował zakłady dla biednych chłopców w centrum Krakowa (dzisiejsza siedziba Uniwersytetu Ekonomicznego) i dziewcząt w Łagiewnikach (dzisiejsze sanktuarium, cenione przez Jana Pawła II, gdzie objawień doznała święta siostra Faustyna). W zakładach tych przygotowywano ubogą młodzież do dorosłego życia. Za darmo uczono praktycznych zawodów, które mogły być podstawą zatrudnienia w przyszłości.
Książę Jan Tadeusz Lubomirski (1826-1908) założył Warszawskie Towarzystwo Dobroczynności. Był wieloletnim prezesem Instytutu Oftalmicznego w Warszawie (założonego przez Edwarda Kazimierza Lubomirskiego), który prowadził badania okulistyczne na poziomie europejskim. Z jego inicjatywy utworzono specjalne brygady, które pomagały leczyć wzrok ubogim osobom. Swoim pacjentom udzielały bezpłatnych porad.
W okresie powstania styczniowego książę był członkiem Rządu Narodowego Romualda Traugutta, gdzie pełnił funkcję Dyrektora Wydziału Spraw Wewnętrznych. Za działania antycarskie został zesłany w głąb Rosji do Nowogrodu Niżnego. Wspierał polskie szkolnictwo. Chronił przed konkurencją ze strony Rosji i Prus polskie organizacje zawodowe, zakładał kasy pożyczkowe. Starał się rewindykować polską sztukę zrabowaną podczas wojen przez Rosjan, między innymi odzyskał pomnik Poniatowskiego stojący przed Pałacem Prezydenckim, jak również odzyskał i wyremontował Kolumnę Zygmunta, zakupił polskie zamki w Czersku i Iłży, aby uratować je od unicestwienia. W 1875 roku utworzył Muzeum Przemysłu i Rolnictwa w Warszawie (dziś siedziba Centralnej Biblioteki Rolniczej). Zakładał wieczorowe szkoły dla rzemieślników i czeladników oraz groszowe kasy oszczędnościowe ubogich. Finansował wydawanie źródeł do historii Polski, czasopism branżowych, organizował bezpłatne biblioteki.
Władysław Emanuel Lubomirski wspierał Gabinet Zoologiczny Uniwersytetu Warszawskiego. Książę inwestował w zakup pomocy naukowych, finansował wyjazdy pracowników uczelni, przekazał swoje kolekcje muszli. Sam zajmował się głównie florystyką, badał zachowanie roślin w zmienionych warunkach klimatycznych. Z jego zbiorów do dziś korzysta Muzeum Zoologiczne Instytutu Zoologii PAN.
Książę Władysław Lubomirski (1866-1934) był mecenasem i twórcą grupy artystów Młodej Polski Muzycznej. Aby ułatwić działanie organizacji, założył spółkę, która zajmowała się promowaniem utalentowanych młodych polskich artystów. Przez wiele lat finansował naukę i promował Karola Szymanowskiego, Artura Rubinsteina i Grzegorza Fitelberga. Finansował warszawską Filharmonię w czasie, kiedy urzędniczy carscy planowali jej zamknięcie. Książęta Władysław Lubomirski i Jan Tadeusz Lubomirski byli inicjatorami utworzenia Zjednoczenia Rodowego Książąt Lubomirskich.
Książę Stanisław Sebastian Lubomirski (1875-1932) w 1910 założył Warszawskie Towarzystwo Lotnicze Awiata. Z jego inicjatywy powstała na ziemiach polskich pierwsza cywilna szkoła pilotów i fabryka samolotów. Pierwsze lotnisko Aviaty mieściło się na Polu Mokotowskim, na terenie zajmowanym również przez wojsko carskie. Zgodę na jego używanie uzyskał Książę bezpośrednio od urzędników carskich.

## Dwudziestolecie międzywojenne
W latach 1919–1939 Lubomirscy pełnili role posłów, senatorów, pracowali w ministerstwach. Angażowali się również w proces uprzemysłowienia państwa. Tworzyli placówki bankowe i kasy pożyczkowe, które udzielały tanich kredytów dla najbiedniejszych. Działali w organizacjach edukacyjnych, fundowali i finansowali szkoły. Należeli też do kluczowych organizacji zajmujących się modernizacją dróg, kolejnictwem, lotnictwem. Brali udział w odbudowie polskiej armii. Zajmowali się również polską kulturą i pracowali społecznie.
Stefan Lubomirski (1862-1941) był inicjatorem utworzenia Polskiego Komitetu Igrzysk Olimpijskich (późniejszy Polski Komitet Olimpijski) i członkiem Międzynarodowego Komitetu Olimpijskiego. Był pierwszym prezesem PKOl. Kolejnym prezesem był jego kuzyn Kazimierz Lubomirski. Pasją księcia Stefana była także hodowla koni wyścigowych. W folwarku Widzów koło Częstochowy utworzył z braćmi najnowocześniejszą stadninę w Polsce.
Stefan Lubomirski był właścicielem spółki Warszawskie Koleje Dojazdowe, która stworzyła koleje wąskotorowe: osobowe i towarowe – grójecką, jabłonkowską i wilanowską. Koleje stanowiły jedyny nowoczesny środek transportu, jaki umożliwiał dotarcie mieszkańcom stolicy do fabryk położonych pod miastem i mieszkańcom terenów podmiejskich do stolicy. Linie budowane przez Lubomirskiego działały również w czasie II wojny światowej, dowożąc zaopatrzenie do kontrolowanego przez władze okupacyjne miasta oraz pracowników do warszawskich biur i fabryk.
Stanisław Sebastian Lubomirski założył również Centralny Związek Przemysłu Polskiego „Lewiatan”, którego był prezesem od 1932 roku. Związek propagował idee rozwoju przemysłu – obniżenie podatków, świadczeń socjalnych dla robotników i zwiększenie pomocy państwa dla przemysłu. Członkowie organizacji zasiadali w sejmie, senacie, byli członkami wielu rządów II RP i innych instytucji państwowych. Mieli rozbudowane zaplecze informacyjne – wydawali trzy czasopisma „Przegląd Gospodarczy”, „Kurier Polski” i „Depeszę”. Stanisław Sebastian Lubomirski założył Bank Przemysłowy Warszawski S. A., był prezesem Banku Handlowego w Warszawie, Centralnego Związku Przemysłu Polskiego, Związku Banków Polskich, Stowarzyszenia Przemysłowców Polskich. Życie poświęcił walce o uniezależnienie polskiej gospodarki od wpływów zaborczych, a po odzyskaniu niepodległości – od wpływów państw sąsiednich.

## II wojna światowa. Walka zbrojna
Stefan Lubomirski (1898-1948) w czasie okupacji był członkiem Związku Zachodniego. Znalazł się na liście do rozstrzelania, jednak zbiegł do Krakowa, gdzie się ukrywał. Za prowadzenie tajnej składnicy leków dla Armii Krajowej został aresztowany i przetrzymywany w więzieniu na Montelupich. Cudem uniknął rozstrzelania. Kiedy okupanci odkryli składnicę leków, wyznaczyli datę transportu całej rodziny, która miała trafić do obozu w Oświęcimiu.
Eugeniusz Lubomirski (1895-1982) został aresztowany przez NKWD, siedział na Łubiance, gdzie poznał generała Andersa. W czasie długotrwałych walk generała, został jego adiutantem. Walczył u jego boku na terenie całej Europy, również pod Monte Cassino. Wreszcie dotarł do Wielkiej Brytanii. Był kandydatem na Prezydenta Polski na Uchodźstwie.
Hieronim Lubomirski w wieku 17 lat został zamordowany na Pawiaku po akcji odbicia Jana Bytnara, pseudonim „Rudy”. Akcja odbyła się 26 marca 1943 r. Zorganizowana została przez specjalny Oddział Grup Szturmowych Szarych Szeregów i rozpoczęła współpracę Szarych Szeregów z Armią Krajową w zakresie odbijania więźniów i karania okupacyjnych władz więzienia.
Jerzy Lubomirski (ordynat Charzewic) (1882-1945) był bardzo aktywny w środowisku lokalnym. Posłował do Wiednia w sprawie budowy mostu na rzece San. W czasie wojny pomagał osobom poszkodowanym. W 1944 roku został aresztowany. 
| W 1944 roku doszło do aresztowania Jerzego Lubomirskiego w związku z parcelizacją dworskich posiadłości. Po jakimś czasie został umieszczony w tarnobrzeskim więzieniu jako rzekomy członek Armii Krajowej, gdzie był maltretowany. Jego zagadkową śmierć datuje się na rok 1945. Według rożnych źródeł miał być zabity w wiezieniu, albo zastrzelony w pobliżu tarnobrzeskiej stacji kolejowej, podczas wywózki w głąb Rosji. Bez wątpienia jego śmierć pozostanie legendą. |

Majątek rodzinny został skonfiskowany, a rodzina wysiedlona ze swoich domów rodzinnych.

## Fundacja Książąt Lubomirskich
Fundacja Książąt Lubomirskich to organizacja prowadzona przez Jana Lubomirskiego-Lanckorońskiego.

## Lubomirscy jako fundatorzy
Poniżej lista najbardziej znaczących fundacji Lubomirskich, które w większości przetrwały do dziś.
| Lp. | Data               | Miejscowość                     | Nazwa                                                                                    | Fundator                                                                        | Źródło                                                                    | Uwagi |
| --- | ------------------ | ------------------------------- | ---------------------------------------------------------------------------------------- | ------------------------------------------------------------------------------- | ------------------------------------------------------------------------- | --- |
| 0   |                    | Szczyrzyc                       | Budowa kościoła                                                                          | Prawdopodobnie Michał z Grabia i Szczyrzyca, jeden z protoplastów Lubomirskich  |                                                                           | |
| 1   | przed 1590         | Łazany (pow. krakowski)         | budowa kościoła                                                                          | Sebastian Lubomirski (ok. 1546-1613)                                            | Polski słownik biograficzny (dalej PSB), t. 18, s. 40                     | |
| 2   | 1604               | Bielany k/Krakowa               | Przekazanie wsi klasztorowi kamedułów                                                    | Sebastian Lubomirski (ok. 1546-1613)                                            | PSB, t. 18, s. 40                                                         | |
| 3   | 1605               | Niedźwiedź (pow. limanowski)    | Budowa kościoła i przytułku dla ubogich                                                  | Sebastian Lubomirski (ok. 1546-1613)                                            | PSB, t. 18, s. 40                                                         | |
| 4   | 1611               | Kraków, Wolica                  | Fundacja kaplicy w kościele oo. dominikanów                                              | Sebastian Lubomirski (ok. 1546-1613)                                            | PSB, t. 18, s. 41                                                         | Hrabia ufundował kaplicę, na jej utrzymanie zapisał prywatną wieś o nazwie Wolica |
| 5   | 1623-1634          | Kraków                          | Fundacja klasztoru dominikanek „Na Gródku”                                               | Sebastian Lubomirski (ok. 1546-1613)1                                           | PSB, t. 18, s. 41                                                         | |
| 6   |                    | Wiśnicz                         | Założenie miasta, fundacja kościoła i ratusza                                            | Stanisław Lubomirski (1583-1649)                                                | PSB, t. 18, s. 44                                                         | |
| 7   |                    | Lubowla                         | Przebudowa zamku                                                                         | Stanisław Lubomirski (1583-1649)                                                | PSB, t. 18, s. 44                                                         | |
| 8   |                    | Zator                           | Przebudowa zamku                                                                         | Stanisław Lubomirski (1583-1649)                                                | PSB, t. 18, s. 44                                                         | |
| 9   |                    | Nowy Sącz                       | Przebudowa zamku                                                                         | Stanisław Lubomirski (1583-1649)                                                | PSB, t. 18, s. 44                                                         | |
| 10  |                    | Bielany k. Krakowa              | Fundacja kaplicy w klasztorze                                                            | Stanisław Lubomirski (1583-1649)                                                | PSB, t. 18, s. 44                                                         | |
| 11  |                    | Podoliniec                      | Fundacja klasztoru pijarów i kolegium pijarów                                            | Stanisław Lubomirski (1583-1649)                                                | PSB, t. 18, s. 44                                                         | |
| 12  |                    | Kraków                          | Fundacja klasztoru karmelitów bosych                                                     | Stanisław Lubomirski (1583-1649)                                                | PSB, t. 18, s. 44                                                         | |
| 13  |                    | Wiśnicz                         | Fundacja kościoła klasztornego                                                           | Stanisław Lubomirski (1583-1649)                                                | PSB, t. 18, s. 44                                                         | |
| 14  |                    | Wiśnicz                         | Mauzoleum rodzinne w klasztorze karmelitów                                               | Stanisław Lubomirski (1583-1649)                                                | PSB, t. 18, s. 44                                                         | |
| 15  | 1651               | Sokal                           | 2 chorągwie lekkiej jazdy i 100 piechurów                                                | Konstanty Jacek Lubomirski (ok. 1620-1663)                                      | PSB, t. 18, s. 31                                                         | Prywatne wojsko wystawione do walki z Chmielnickim |
| 16  | 1654               | Nowy Sącz                       | Kaplica Przemienienia Pańskiego                                                          | Aleksander Michał Lubomirski (ok. 1614-1677)                                    | PSB, t. 18, s. 32                                                         | Kaplica renesansowa, przemianowana w 1081 na kościół |
| 17  |                    | Wiśnicz                         | Kolekcja obrazów (219) i biblioteka (313 książek i 45 rękopisów)                         | Aleksander Michał Lubomirski (ok. 1614-1677)                                    | PSB, t. 17, s. 639                                                        | Obrazy z podróży po Europie, m.in. pędzla B. Schodone, F. Albani, F.M. Parmigiano, szkoły holenderskiej. Obecnie przejęte przez Skarb Państwa                                                           |
| 18  | 20 kwietnia 1668   | Rzeszów                         | Fundacja kolegium pijarskiego                                                            | Hieronim Augustyn Lubomirski (1647-1706)                                        | PSB, t. 18, s. 11.                                                        | Data otrzymania zgody od papieża |
| 19  | 1668-1706          |                                 | Utrzymanie prywatnej chorągwi dragonów i pancernej                                       | Hieronim Augustyn Lubomirski (1647-1706)                                        | PSB, t. 18, s. 11                                                         | Oddziały walczyły na Ukrainie, w Mołdawii, pod Chocimiem, pod Wiedniem |
| 20  | Po 1678            | Warszawa                        | Budowa „Arkadii” na Mokotowie                                                            | Stanisław Herakliusz Lubomirski (ok. 1642-1702)                                 | PSB, t. 18, s. 47                                                         | Architekt Tylman z Gameren |
| 21  | 1676-1683          | Warszawa                        | Budowa teatru komediowego w Ujazdowie                                                    | Stanisław Herakliusz Lubomirski (ok. 1642-1702)                                 | PSB, t. 18, s. 47                                                         | Odbywały się tu przedstawienia przeznaczone dla szerokiej publiczności |
| 22  | 1683-1689          | Warszawa                        | Budowa rezydencji w Ujazdowie                                                            | Stanisław Herakliusz Lubomirski (ok. 1642-1702)                                 | PSB, t. 18, s. 47                                                         | Architekt Tylman z Gameren. Powstały Ermitaż i Łazienka, początek Pałacu Łazienkowskiego |
| 23  | 1683-1689          | Warszawa                        | Budowa rezydencji w Czerniakowie                                                         | Stanisław Herakliusz Lubomirski (ok. 1642-1702)                                 | PSB, t. 18, s. 47                                                         | Architekt Tylman z Gameren, dziś rezydencja jest własnością państwa |
| 24  | 1687-1692          | Warszawa                        | Budowa kościoła bernardynów w Czerniakowie                                               | Stanisław Herakliusz Lubomirski (ok. 1642-1702)                                 | PSB, t. 18, s. 48                                                         | Kościół miał być jednocześnie rodzinnym mauzoleum, książę został tam pochowany |
| 25  |                    | Częstochowa                     | Ofiara 100 tys. złp.                                                                     | Jerzy Dominik Lubomirski (ok. 1665-1727)                                        | PSB, t. 18, s. 21                                                         | |
| 26  |                    | Połonne                         | Założenie misji jezuickiej                                                               | Jerzy Dominik Lubomirski (ok. 1665-1727)                                        | PSB, t. 18, s. 21                                                         | |
| 27  |                    | Kijanna (?)                     | Rozbudowa rezydencji                                                                     | Józef Karol Lubomirski (1638-1702)                                              | PSB, t. 18, s. 27                                                         | |
| 28  | ok. 1695           | Baranów Sandomierski            | Rozbudowa zamku                                                                          | Józef Karol Lubomirski (1638-1702)                                              | PSB, t. 18, s. 27                                                         | Architekt Tylman z Gameren, rozbudowa skrzydła zach., zmiana wystroju wnętrz, zamek do dziś jest jedną z najwspanialszych rezydencji renesansowych                                                      |
| 29  | 1713-1730          | Rzeszów                         | Budowa kościoła reformatów                                                               | Marianna Lubomirska (1685-1730) i Jerzy Ignacy Lubomirski (1687-1753)           | PSB, t. 17, s. 633                                                        | Księżna z mężem Jerzym Ignacym Lubomirskim dali pieniądze na budowę kościoła |
| 30  | między 1737 a 1753 | Rzeszów                         | Ogrody i przebudowa pałacyku letniego                                                    | Jerzy Ignacy Lubomirski (1687-1753)                                             | PSB, t. 17, s. 629                                                        | Powstały dla żony księcia – Joanny |
| 31  | 2 ćw. XVIII w.     | Warszawa                        | Budowa kalwarii w Ujazdowie złożonej z 33 kaplic                                         | Teodor Lubomirski (1683-1745)                                                   | PSB, t. 18, s. 62                                                         | |
| 32  | 2. ćw. XVIII w.    | Boguchwała                      | Budowa kościoła                                                                          | Teodor Lubomirski (1683-1745)                                                   | PSB, t. 18, s. 62                                                         | |
| 33  | 2. ćw. XVIII w.    | Łańcut                          | Budowa kościoła i klasztoru dominikanów                                                  | Teodor Lubomirski (1683-1745)                                                   | PSB, t. 18, s. 62                                                         | |
| 34  | 2 ćw. XVIII w.     | Łańcut                          | Restauracja kościoła parafialnego                                                        | Teodor Lubomirski (1683-1745)                                                   | PSB, t. 18, s. 62                                                         | |
| 35  | 2 ćw. XVIII w      | Warszawa                        | Finansowanie Collegium Nobilium                                                          | Teodor Lubomirski (1683-1745) i żona Elżbieta                                   | PSB, t. 18, s. 62                                                         | |
| 36  | 1743               | Warszawa                        | Ofiara 1800 złp.                                                                         | Urszula Lubomirska (ok. 1697-1776)                                              | PSB, t. 18, s. 634                                                        | Na budowę Collegium Nobilium Stanisława Konarskiego |
| 37  | 1745               | Miłocin                         | Kaplica św. Huberta                                                                      | Jerzy Ignacy Lubomirski (1687-1753)                                             | PSB, t. 18, s. 24                                                         | |
| 38  | 1750               | Równe                           | Założenie cechów krawców i kuśnierzy                                                     | Stanisław Lubomirski (1704-1793)                                                | PSB, t. 18, s. 50                                                         | |
| 39  |                    | Warszawa                        | Suma 1800 zł                                                                             | Stanisław Lubomirski (1704-1793)                                                | PSB, t. 18, s. 50                                                         | na budowę (rozbudowę) Collegium Nobilium |
| 40  | 1756               | Warszawa                        | Dzierżawa pałacu dla pijarów                                                             | Urszula Lubomirska (ok. 1697-1776)                                              | PSB, t. 18, s. 634                                                        | |
| 41  |                    | Głogów w Rzeszowskiem           | Fundacja klasztoru oo. misjonarzy                                                        | Urszula Lubomirska (ok. 1697-1776)                                              | PSB, t. 18, s. 635                                                        | |
| 42  |                    | Przeworsk                       | Zakłady tkackie                                                                          | Zofia (1718-1790) i Antoni Lubomirscy                                           | PSB, t. 17, s. 637                                                        | Lubomirscy zatrudniali zagranicznych fachowców, dzięki czemu unowocześniono tu przemysł tkacki, zróżnicowano wyroby                                                                                     |
| 43  |                    | Przeworsk                       | Budowa klasztoru Sióstr Miłosierdzia                                                     | Zofia Lubomirska (1718-1790)                                                    | PSB, t. 17, s. 637                                                        | Księżna zainicjowała budowę, finansowała ją |
| 44  | 1766-1772          | Opole                           | Przebudowa pałacu na klasycystyczny wraz z fundacją kolekcji naukowych                   | Zofia Lubomirska (1718-1790)                                                    | PSB, t. 17, s. 637                                                        | Architekci: Dominik Merlini i Jakub Fontana, kierownik robót Jan Ferdynand Nax. W pałacu powstał gabinet historii naturalnej, zbiór mineralogiczny i biblioteka                                         |
| 45  | 1770               | Warszawa                        | Budowa wałów wokół miasta                                                                | Stanisław Lubomirski (ok. 1720-1783)                                            | PSB, t. 18, s. 54                                                         | |
| 46  | 1770-1780          | Śmilańszczyzna (woj. kijowskie) | Akcja osadnicza, założenie 48 nowych osiedli – słobód                                    | Franciszek Ksawery Lubomirski (1747-1819)                                       | PSB, r. 18, s. 32                                                         | |
| 47  | 1776               | Prawdopodobnie Głogów           | Ofiara na szpital dzieciątka Jezus                                                       | Urszula Lubomirska (ok. 1697-1776)                                              | PSB, t. 18, s. 635                                                        | Księżna zapisała znaczą kwotę na budowę szpitala w testamencie, którą przeznaczyła dla ks. Gabriela Boudouin                                                                                            |
| 48  | 1777               | Śmiła (woj. kijowskie)          | Budowa kościoła pw. Franciszka Ksawerego                                                 | Franciszek Ksawery Lubomirski (1747-1819)                                       | PSB, r. 18, s. 32                                                         | |
| 49  | 1777               | Warszawa                        | Wprowadzenie oświetlenia ulic                                                            | Stanisław Lubomirski (ok. 1720-1783)                                            | Encyklopedia Warszawy, red. B. Petrozolin-Skowrońska, PWN, Warszawa 1994. | |
| 50  |                    | Staszów                         | Szkoła elementarna                                                                       | Izabela Lubomirska (1736-1816)                                                  | PSB, t. 17, s. 628                                                        | Najlepiej wyposażona szkoła elementarna w Królestwie Polskim |
| 51  | l. 80. XVIII w.    | Wilanów                         | Budowa pawilonu kąpielowego                                                              | Izabela Lubomirska (1736-1816)                                                  | PSB, t. 17, s. 628                                                        | |
| 52  | 1776-1786          | Mokotów                         | Budowa ogrodu, pawilonów ogrodowych i gospodarczych                                      | Izabela Lubomirska (1736-1816)                                                  | PSB, t. 17, s. 628                                                        | Architekt Szymon Bogumił Zug |
| 53  | 1775-1780          | Ursynów Warszawa)               | Budowa willi „Rozkosz”                                                                   | Izabela Lubomirska (1736-1816)                                                  | PSB, t. 17, s. 628                                                        | Dla faworyta księżnej J. Maisonneuve’a |
| 54  | 1783               | Śmiła (woj. kijowskie)          | Fundacja klasztoru kapucynów                                                             | Franciszek Ksawery Lubomirski (1747-1819)                                       | PSB, t. 18, s. 32                                                         | |
| 55  | 1775               | Lubar i Krzemieniec Podolski    | Regiment pieszy grenadierów                                                              | Jerzy Marcin Lubomirski (1738-1811)                                             | PSB, t. 18, s. 37                                                         | Książę przekształcił część swojej milicji w oddział wojska, który ofiarował Rzplitej |
| 56  | 1778-1789          | Równe                           | Rozbudowa, założenie ogrodów                                                             | Józef Lubomirski (1751-1817)                                                    | PSB, t. 18, s. 28                                                         | 1778 – królewski przywilej na jarmarki, 1789 – potwierdzenie przywilejów dla Żydów |
| 57  | do 1782            | Śmilańszczyzna (woj. kijowskie) | Wsparcie utworzenia 82 cerkwi                                                            | Franciszek Ksawery Lubomirski (1747-1819)                                       | PSB, t. 18, s. 32                                                         | |
| 58  | 1783               | Warszawa                        | Wsparcie teatru i utworzenie szkoły baletowo – aktorskiej dla ok. 100 osób               | Jerzy Marcin Lubomirski (1738-1811)                                             | PSB, t. 18, s. 37                                                         | Książę wydzierżawiła od Franciszka Ryxa przywilej teatralny, zatrudnił W. Bogusławskiego i utrzymywał teatr                                                                                             |
| 59  | l. 90. XVIII w.    | Łańcut                          | Gromadzenie zbiorów sztuki do Łańcuta                                                    | Izabela Lubomirska (1736-1816)                                                  | PSB, t. 1, s. 628                                                         | Zbiory z innych rezydencji oraz Francji, Anglii, Italii, Austrii. Zakupiona kolekcja rzeźb i waz antycznych, obrazów, rycin, ceramiki, zegarów, sreber                                                  |
| 60  | 1792               |                                 | 4 armaty 6-funtowe                                                                       | Józef Lubomirski (1751-1817)                                                    | PSB, t. 18, s. 28                                                         | Książę podarował 4 armaty Rzplitej w akcie poparcia Konstytucji 3 Maja |
| 61  | pocz. XIX w.       | Warszawa                        | Wydawania prac romantyków                                                                | Edward Kazimierz Lubomirski (1796-1823)                                         | PSB, t. 18, s. 8                                                          | 1819 – wydanie „Fausta” A. Klingemana |
| 62  | 1809               | Dubrowna                        | Budowa kościoła                                                                          | Franciszek Ksawery Lubomirski (1747-1819)                                       | PSB, t. 18, s. 32                                                         | |
| 63  | 25 grudnia 1823    | Lwów                            | Ossolineum                                                                               | Henryk Lubomirski (1777-1850)                                                   | PSB, t. 18, s. 10                                                         | Książę przekazał swoje zbiory w księgach, medalach, obrazach i starożytnościach (ponad 2200 druków i rękopisów) Zakładowi Ossolińskiego, utworzył również osobny zbiór pod nazwą Muzeum XX Lubomirskich |
| 64  | 1827               | Warszawa                        | Instytut Oftalmiczny                                                                     | Edward Kazimierz Lubomirski (1796-1823)                                         | PSB, t. 18, s. 8                                                          | Książę zapisał przed śmiercią pieniądze na założenie instytucji dobroczynnej, które powierzył Edwardowi Raczyńskiemu. Ten utworzył Instytut Oftalmiczny, który działał do 1944 r.                       |
| 65  | 1830/1831          |                                 | Legia Nadwiślańska                                                                       | Henryk Lubomirski (1777-1850)                                                   | PSB, t. 18, s. 10                                                         | Henryk Lubomirski w dużym stopniu finansował ten oddział w czasie powstania listopadowego. |
| 66  | 1839               | Równe                           | Przeniesienie gimnazjum z Klewania                                                       | Fryderyk Lubomirski (1786-1842)                                                 | PSB, t. 18, s. 30                                                         | |
| 67  | od 1856            | Warszawa                        | Finansowanie Warszawskiego Towarzystwa Dobroczynności                                    | Jan Tadeusz Lubomirski (1826-1908)                                              | PSB, t. 18, s. 58                                                         | |
| 68  | 1858; 1861         | Kraków i Lwów                   | Organizacja wystaw starożytności polskich                                                | Jerzy Henryk Lubomirski (1817-1872)                                             | PSB, t. 18, s. 26                                                         | |
| 69  | przed 1863         | Stanisławów                     | Założenie szpitala, bezpłatnej apteki i szkól ludowych                                   | Władysław Emanuel Lubomirski (1824-1882)                                        | PSB, t. 18, s. 64                                                         | |
| 70  |                    | Stanisławów                     | Finansowanie nauki zdolnych dzieci oficjalistów                                          | Władysław Emanuel Lubomirski (1824-1882)                                        | PSB, t. 18, s. 64.                                                        | |
| 71  |                    | Stanisławów                     | Zgromadzenie dużej biblioteki, publicznie dostępnej                                      | Władysław Emanuel Lubomirski (1824-1882)                                        | PSB, t. 18, s. 64                                                         | |
| 72  |                    | Stanisławów                     | Założenie ogrodu botanicznego                                                            | Władysław Emanuel Lubomirski (1824-1882)                                        | PSB, t. 18, s. 64                                                         | |
| 73  |                    | Warszawa                        | Finansowanie Gabinetu Zoologicznego                                                      | Władysław Emanuel Lubomirski (1824-1882)                                        | PSB, t. 18, s. 64                                                         | Wydawnictwa, zatrudnianie ludzi, rozbudowa biblioteki, gromadzenie zbiorów |
| 74  |                    | Warszawa                        | Zgromadzenie kolekcji mięczaków, kolibrów, malakologicznej i biblioteki                  | Władysław Emanuel Lubomirski (1824-1882)                                        | PSB, t. 18, s. 64                                                         | Dziś w zbiorach Instytutu Zoologicznego PAN |
| 75  | 1861               |                                 | Fundacja 14 szkół dla rzemieślników i czeladników                                        | Jan Tadeusz Lubomirski (1826-1908)                                              | PSB, t. 18, s. 58                                                         | |
| 76  | 1862, 1871-1876    | Warszawa                        | Wydanie serii podręczników pt. „Biblioteka Rzemieślnika Polskiego”                       | Jan Tadeusz Lubomirski (1826-1908)                                              | PSB, t. 18, s. 58                                                         | |
| 77  | 1863/1864          | Przeworsk                       | Organizacja szpitala powstańczego w pałacu                                               | Jerzy Henryk Lubomirski (1817-1872)                                             | PSB, t. 18, s. 26                                                         | |
| 78  |                    | Kraków                          | Przebudowa Sukiennic                                                                     | Jerzy Henryk Lubomirski (1817-1872)                                             | PSB, t. 18, s. 26                                                         | |
| 79  | 1883-1900          |                                 | Wydawanie zbiorów źródeł do historii Polski                                              | Jan Tadeusz Lubomirski (1826-1908)                                              | PSB, t. 18, s. 59                                                         | Wydanie m.in. kodeks dyplomatyczny małopolski, zbiory listów Stanisława Żółkiewskiego, Lubomirskich |
| 80  | 1872               | Kraków                          | Przekształcenie Krakowskiego Towarzystwa Naukowego w Akademię Umiejętności               | Jerzy Henryk Lubomirski (1817-1872)                                             | PSB, t. 18, s. 26                                                         | |
| 81  | 1874-1885          | Warszawa                        | Wydanie serii podręczników do j. polskiego i historii                                    | Jan Tadeusz Lubomirski (1826-1908)                                              | PSB, t. 18, s. 59                                                         | |
| 82  |                    | Mała Wieś k. Warszawy           | Założenie 4 ochronek                                                                     | Jan Tadeusz Lubomirski (1826-1908)                                              | PSB, t. 18, s. 59                                                         | |
| 83  |                    | Iłża, Czersk, Łuck              | Zakup zamków i ich ochrona przed zniszczeniem                                            | Jan Tadeusz Lubomirski (1826-1908)                                              | PSB, t. 18, s. 59                                                         | |
| 84  | 1875-1879          |                                 | Wydanie „Encyklopedii rolniczej”                                                         | Jan Tadeusz Lubomirski (1826-1908)                                              | PSB, t. 18, s. 59                                                         | |
| 85  | 1875               | Warszawa                        | Utworzenie Muzeum Przemysłu i Rolnictwa                                                  | Jan Tadeusz Lubomirski (1826-1908)                                              | PSB, t. 18, s. 59                                                         | PSB, t. 18, s. 59 |
| 86  | 1880               | Warszawa                        | Założenie szkoły krawieckiej                                                             | Jan Tadeusz Lubomirski (1826-1908)                                              | PSB, t. 18, s. 59                                                         | |
| 87  | 1885               | Kraków                          | Założenie Uniwersytetu Ekonomicznego                                                     | Aleksander Ignacy Lubomirski (1802-1893)                                        | PSB, t. 18. s. 2                                                          | Darowizna 2 mln franków dla Wydziały Krajowego we Lwowie na cele publiczne i naukowe. Za to powstał zakład dla opuszczonych chłopców przy Rakowickiej 27 otwarty w 1893 roku                            |
| 88  |                    | Kraków                          | Fundacja zakonu sióstr magdalenek                                                        | Aleksander Ignacy Lubomirski (1802-1893)                                        | PSB, t. 18. s. 2                                                          | Dzisiejsze Łagiewniki |
| 89  | 1882-1935          | Lwów                            | Ossolineum – rozbudowa                                                                   | Andrzej Lubomirski (1862-1953)                                                  | PSB, t. 18. s. 2                                                          | Rozbudowa drukarni, tworzenie filii, renowacja budynków, 1928 – jubileusz zakładu |
| 90  |                    | Lwów                            | Ossolineum – podarowanie biblioteki Husarzewskich                                        | Eleonora Lubomirska, żona Andrzeja (1862-1953)                                  | PSB, t. 18. s. 2                                                          | |
| 91  | 1887               | Warszawa                        | Budowa nowej Kolumny Zygmunta                                                            | Jan Tadeusz Lubomirski (1826-1908)                                              | PSB, t. 18, s. 59                                                         | |
| 92  | 1898               | Warszawa                        | Utworzenie zespołów do leczenia oczu na prowincji                                        | Jan Tadeusz Lubomirski (1826-1908)                                              | PSB, t. 18, s. 59                                                         | |
| 93  |                    | Studzieniec k. Warszawy         | Utworzenie zakładu wychowawczego                                                         | Jan Tadeusz Lubomirski (1826-1908)                                              | PSB, t. 18, s. 58                                                         | |
| 94  |                    |                                 | Założenie towarzystwa „Ratujmy Niemowlęta”                                               | Helena, córka Jana Tadeusza Lubomirskiego (1826-1908)                           | PSB, t. 18, s. 60                                                         | |
| 95  |                    | Warszawa, Berlin, Wiedeń, Paryż | Wieloletnie wsparcie kompozytora Karola Szymanowskiego                                   | Władysław Lubomirski (1866-1934)                                                | PSB, t. 18, s. 65                                                         | Wsparcie finansowe, organizacja koncertów, ułatwianie znajomości |
| 96  |                    | Warszawa, Berlin, Wiedeń, Paryż | Wieloletnie wsparcie kompozytora Grzegorza Fitelberga                                    | Władysław Lubomirski (1866-1934)                                                | PSB, t. 18, s. 65                                                         | Wsparcie finansowe, organizacja koncertów, ułatwianie znajomości |
| 97  |                    | Warszawa, Berlin, Wiedeń, Paryż | Wieloletnie wsparcie kompozytora Artura Rubinsteina                                      | Władysław Lubomirski (1866-1934)                                                | PSB, t. 18, s. 65                                                         | Wsparcie finansowe, organizacja koncertów, ułatwianie znajomości |
| 98  | od 1905            | Berlin                          | Wsparcie Spółki nakładowej młodych kompozytorów polskich                                 | Władysław Lubomirski (1866-1934)                                                | PSB, t. 18, s. 65                                                         | |
| 99  | 1909-1910          | Warszawa                        | Utrzymanie filharmonii                                                                   | Władysław Lubomirski (1866-1934)                                                | PSB, t. 18, s. 65                                                         | |
| 100 | 1911               | Warszawa                        | Utworzenie fundusz im. Jana Tadeusza Lubomirskiego na wydawanie prac o historii Warszawy | Towarzystwo Kredytowe miasta Warszawy przekazało kwotę 10 tys. rubli na ten cel | PSB, t. 18, s. 60.                                                        | |

## Znani członkowie rodu
- Helena Lubomirska (1783-1876) – polska malarka
- Magdalena Agnieszka Lubomirska (1739-1780) – metresa Stanisława Augusta Poniatowskiego
- Adam Hieronim Lubomirski (1812-1873) – oficer wojsk polskich, powstaniec listopadowy
- Aleksander Michał Lubomirski (ok. 1614-1677) – wojewoda krakowski
- Aleksander Ignacy Lubomirski (1802-1893) – finansista, filantrop
- Aleksander Jakub Lubomirski (1695-1772) – miecznik koronny generał artylerii
- Andrzej Lubomirski (1862-1953) – poseł, kurator literacki, działacz gospodarczy
- Antoni Lubomirski (1718–1782) – wojewoda i kasztelan krakowski
- Antoni Benedykt Lubomirski (zm. 1761) – starosta kazimierski, miecznik koronny poseł
- Edward Kazimierz Lubomirski (1796-1823) – poeta, dyplomata
- Eugeniusz Lubomirski (1825-1911) – działacz polityczny i gospodarczy
- Franciszek Ksawery Lubomirski (1747-1819) – starosta sieciechowski, generał rosyjski
- Henryk Lubomirski (1777-1850) – działacz polityczny, kurator literacki, mecenas sztuki
- Hieronim Augustyn Lubomirski (ok. 1647-1706) – kasztelan krakowski, hetman wielki koronny
- Jan Tadeusz Lubomirski (1826-1908) – działacz ekonomiczny, społeczny i oświatowy
- Jerzy Aleksander Lubomirski (ok. 1669-1735) – wojewoda sandomierski
- Jerzy Dominik Lubomirski (ok. 1665-1727) – wojewoda krakowski
- Jerzy Henryk Lubomirski (1817-1872) – działacz polityczny, słowianofil, kurator literacki
- Jerzy Ignacy Lubomirski (1687-1753) – chorąży koronny
- Jerzy Marcin Lubomirski (1738-1811) – konfederat barski, generał wojsk koronnych, awanturnik
- Jerzy Roman Lubomirski (1799-1865) – ziemianin, wspierający działalność patriotyczną, mecenas oświaty
- Jerzy Sebastian Lubomirski (1616-1667) – marszałek wielki koronny i hetman polny koronny
- Józef Lubomirski (1704–1755) – podstoli wielki litewski, generał lejtnant koronny
- Józef Lubomirski (1751–1817) – starosta romanowski, kasztelan kijowski, generał lejtnant
- Józef Karol Lubomirski (1638-1702) – marszałek wielki koronny
- Józef Maksymilian Lubomirski (1839-1911) – powieściopisarz francuski
- Kasper Lubomirski (ok. 1724-1780) – generał lejtnant wojsk rosyjskich, poseł
- Kazimierz Lubomirski (1813-1871) – kompozytor
- Kazimierz Lubomirski (1869-1930) polityk galicyjski, poseł
- Konstanty Jacek Lubomirski (ok. 1620-1663) – poseł, podczaszy koronny
- Marceli Lubomirski (1810-1865) – polityk emigracyjny
- Michał Lubomirski (1752–1825) – generał wojsk koronnych
- Sebastian Lubomirski (ok. 1546–1613) – żupnik krakowski, kasztelan wojnicki, hrabia Świętego Cesarstwa Rzymskiego, burgrabia krakowski
- Stanisław Lubomirski (1583-1649) – książę Świętego Cesarstwa Rzymskiego, wojewoda ruski i wojewoda krakowski
- Stanisław Lubomirski (1704-1793) – wojewoda bracławski, kijowski
- Stanisław Lubomirski (ok. 1720-1783) – marszałek wielki koronny
- Stanisław Herakliusz Lubomirski (ok. 1642-1702) – marszałek wielki koronny, pisarz polityczny, poeta
- Stanisław Sebastian Lubomirski (1875-1932) – przemysłowiec, finansista, działacz gospodarczy
- Stanisław Stefan Lubomirski-Lanckoroński (ur. 1931) – Prezydent Zjednoczenia Rodowego Książąt Lubomirskich
- Teodor Józef Lubomirski (1683-1745) – wojewoda krakowski, feldmarszałek austriacki
- Władysław Lubomirski (1866-1934) – ziemianin, mecenas sztuki, kompozytor
- Władysław Emanuel Lubomirski (1824-1882) – przyrodnik, działacz filantropijny
- Zdzisław Lubomirski (1865-1943) – senator, prezydent Miasta Stołecznego Warszawy, członek Rady Regencyjnej
- Alexi Lubomirski – brytyjski fotograf polskiego pochodzenia